# جائزة الملك عبد العزيز للجودة
جائزة الملك عبد العزيز للجودة هي جائزة سنوية تُمنح للمنشآت في المملكة العربية السعودية ذات الأداء المتميز باتباع أعلى مستويات الجودة، وتشمل المنشآت الحكومية والقطاع الخاص والمنشآت غير الربحية. تأسست في 27 ذو القعدة عام 1420 هـ - 1999م.

## أهداف الجائزة
تهدف الجائزة إلى تحفيز القطاعات الإنتاجية والخدمية والتعليمية والصحية والزراعية وغير الربحية والحكومية، لتطبيق أسس وتقنيات الجودة الشاملة من أجل رفع مستوى جودة الأداء وتفعيل التحسين المستمر لعملياتها الداخلية وتحقيق رضا المستفيدين، كما تهدف الجائزة لتكريم أفضل المنشآت ذات الأداء المتميز والتي تحقق أعلى مستويات الجودة وحصولها على التقدير اللائق على المستوى الوطني لما حققته من إنجازات وبلوغها مرتبة متميزة بين أفضل المنشآت المحلية. كما تهدف الجائزة إلى:
- نشر الوعي بالجودة وأهمية تطبيقها.
- تبني التخطيط الإستراتيجي للجودة لرسم الخطط ووضع الأهداف ووسائل تحقيقها.
- تحفيز القطاعات المختلفة لتبني مبادئ الجودة الشاملة وأسسها وتطبيقها على المستوى الوطني وتفعيل التحسين والتطوير المستمر لأداء كافة العمليات التعليمية والتربوية.
- العمل على رفع مستوى الجودة في المؤسسات التعليمية السعودية لتصبح قادرة على المنافسة العالمية.
- الارتقاء بمستوى القيادات الإدارية في المؤسسات التعليمية لتحقيق أهداف الجودة الشاملة والوفاء بمسـؤولياتها.
- حـث المؤسسات التعليمية على الالتزام بالمواصفات والمقاييس الوطنية والدولية.
- زيادة فاعلية مشـاركة المؤسسات التعليمية الوطنية في بناء المجتمع وخدمته والتعريف بالتجارب السعودية الرائدة في مجال الجودة التعليمية وإتاحة الفرصة للاستفادة منها.
- تشجيع ممارسة قياس مستويات الأداء في الأعمال المختلفة (التقييم الذاتي) ومقارنتها بمستويات أداء المؤسسات التعليمية المنافسة إقليمياً وعالمياً وقياس التحسن في النتائج بشكل مستمر( دليل جائزة الملك عبد العزيز للجودةٌ).

## رؤية الجائزة
أن تكون جائزة الملك عبد العزيز للجودة متميزة ورائدة على المستوى الوطني والإقليمي والعالمي، وأن تحقق أهدافها للارتقاء بمستوى الجودة في المجالات الإنتاجية والخدمية في المملكة.

## رسالة الجائزة
تعمل جائزة الملك عبد العزيز للجودة على تعزيز التنافس من خلال تقديم إطار عام مرجعي لتقييم أداء المنشآت وتطويرها وفق معايير دولية للتميز وإبراز دورها في نشر مفاهيم الجودة والإبداع وتطبيقاتها.

## مبادئ الجودة والتميز المؤسسي لجائزة الملك عبدالعزيز للجودة
النموذج الوطني للتميز المؤسسي 2022م
- القيادة بالإلهام والقدوة الحسنة.
- الاهتمام بالموارد البشرية.
- التركيز على المستفيدين.
- الإدارة بالعمليات.
- تطوير الشراكات الناجحة.
- التعلم والتحسين المستمر.
- تعزيز الإبداع وتسحير الابتكار.
- المساهمة في التنمية المستدامة.
- تحقيق نتائج متفوقة ومستدامة.

## معايير الجائزة
النموذج الوطني للتميز المؤسسي 2022م
هناك تشابه كبير في معايير جوائز الجودة بشكل عام حيث تستخدم هذه المعايير في تقييم أداء المنشآت، وتم بناء معظم نماذج التميّز العالمية وفق مبادئ أساسية للتميّز، ويتضمن نموذج جائزة الملك عبدالعزيز ( 8 ) معايير رئيسية وهي:
- القيادة الإدارية
- التخطيط الاستراتيجي
- الموارد البشرية
- الشراكات والموارد
- إدارة العمليات والمنتجات والخدمات
- نتائج المستفيدين
- نتائج الموارد البشرية
- نتائج الأداء الرئيسية

## وصل, خارجية
- الموقع الرسمي لجائزة الملك عبد العزيز للجودة